# Capela de São Mamede (Quinta da Granja)

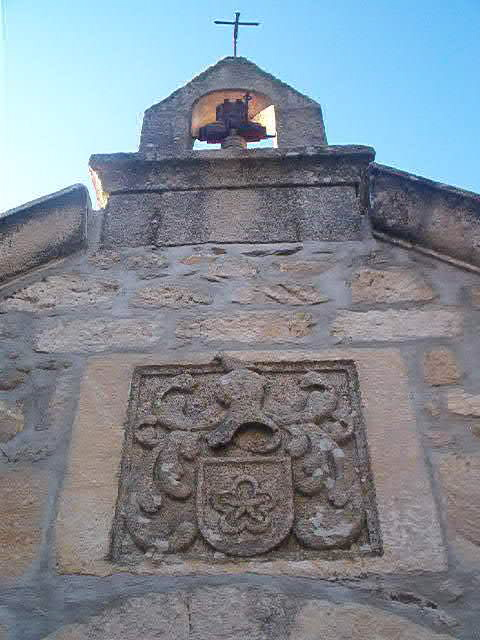
Capela de São Mamede

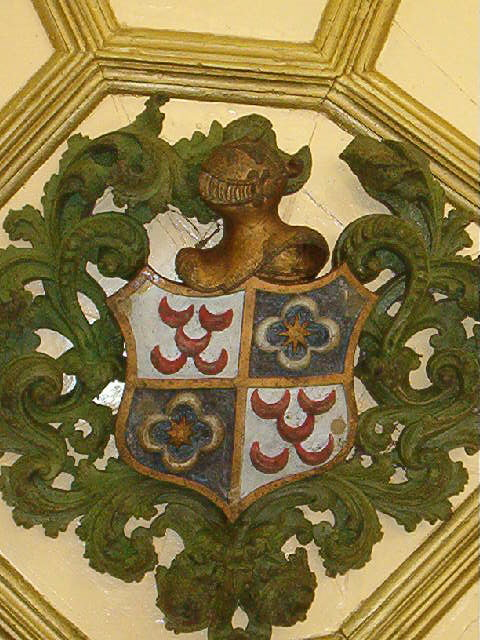

A Capela de São Mamede situa-se na Quinta da Granja, antigo Morgado da Casa da Figueira, na freguesia de Figueira, Município de Lamego, em Portugal.
Tem no seu topo, por cima da porta de entrada, o brasão dos Carvalho, que é mencionado no "Nobiliário das Famílias Portuguesas" de Felgueiras Gaio, na identificação deste morgado, e que refere uma represenção primitiva ou diferente destas armas.
Estão aqui representadas por um circulo unido por 5 crescentes e no meio destes uma estrela de 5 pontas.
As actuais armas do apelido Carvalho representam-se com uma caderna de quatro crescentes unidos em círculo e no meio destes tem uma estrela de oito pontas. Esta representação é rara e não se sabe ao certo a sua razão, se por serem as as primitivas do apelido ou simplesmente ter havido erro na sua execução.
Estima-se que possam ser dos séculos XIII - XIV, remontando assim aos primórdios da quinta.
No interior da casa podem ainda admirar-se, no tecto da sala principal, as armas esquarteladas dos Pintos e dos Carvalhos, estes últimos com a sua representação habitual e que terão sido colocadas mais recentemente, pelos seus descendentes, sendo estas provavelmente do séc. XVIII - XIX.
Fonte: GAIO, Felgueiras; Nobiliário de Famílias de Portugal (1932); Braga